# Statens besparingskommitté
Statens besparingskommitté var en svensk statlig kommitté som tillsattes 1 september 1923 som ett led i de då bedrivna besparingsåtgärderna. Dess uppdrag var att utreda besparingar inom statsförvaltningen och lämna förslag på sådana åtgärder.
Statens besparingskommitté bestod av sex ledamöter med Sigfrid Linnér som ordförande. En mängd uttalanden avseende besparingar på olika områden avgavs 1923-1925, och kommitténs arbete upphörde därefter vid slutet av juni 1925.